# Gaflenz
Gaflenz ist eine Marktgemeinde in Oberösterreich im Bezirk Steyr-Land mit 1970 Einwohnern (Stand 1. Jänner 2024).

## Geografie
Gaflenz liegt im oberösterreichischen Traunviertel rund 28 Kilometer südöstlich von Steyr und rund 28 Kilometer südwestlich von Amstetten direkt an der Landesgrenze zu Niederösterreich und gehört zur Region Pyhrn-Eisenwurzen.
Die Ausdehnung der Marktgemeinde beträgt von Nord nach Süd 10,3 Kilometer und von West nach Ost 9,5 Kilometer. Die Gemeindefläche beträgt 58,79 km², wovon 60,2 % der Fläche bewaldet sind, 35,7 % landwirtschaftlich genutzt werden. Der nördlichste Punkt ist der Elmkogel im Ortsteil Großgschnaidt mit 898 m ü. A. Der südlichste Punkt liegt am Holzerkogel im Ortsteil Breitenau mit 962 m ü. A. Der östlichste Punkt von Gaflenz ist bei der Amstettner Hütte und der westlichste Punkt am Feichteck in der Katastralgemeinde Neudorf mit 1114 m ü. A. Während der Ortskern auf einer Seehöhe von 478 m ü. A. liegt, ist der Gaflenzer Kaibling im Ortsteil Breitenau mit 1167 m ü. A. der höchste Punkt.

### Gemeindegliederung
Das Gemeindegebiet umfasst folgende acht Ortschaften (in Klammern Einwohnerzahl Stand 1. Jänner 2024):
- Breitenau (51)
- Gaflenz (765)
- Großgschnaidt (101)
- Kleingschnaidt (93)
- Lindau (136)
- Neudorf (368)
- Oberland (194)
- Pettendorf (262)

Die Gemeinde besteht aus den Katastralgemeinden Gaflenz, Kleingschnaidt, Neudorf und Pettendorf.
Die Gemeinde war ursprünglich Teil des Gerichtsbezirks Weyer, seit 1. Jänner 2014 gehört die Gemeinde zum Gerichtsbezirk Steyr.

### Gemeindedaten
Gemäß Gebäude- und Wohnungszählung vom 15. Mai 2001 wies Gaflenz 502 Gebäude, davon 449 Wohngebäude auf.

### Nachbargemeinden
| Maria Neustift | Waidhofen an der Ybbs                       | Waidhofen an der Ybbs   |
| Großraming     | Kompassrose, die auf Nachbargemeinden zeigt | Opponitz                |
| Weyer          | Weyer                                       | Hollenstein an der Ybbs |

## Geschichte
Der Markt geht auf das ehemalige Landgut Abelenzi zurück, ist slawischen Ursprungs und bedeutet Apfelbaum. Er lag ursprünglich im Ostteil des Herzogtums Bayern (Marcha orientalis) und gehörte seit dem 12. Jahrhundert zum Herzogtum Österreich. Seit 1490 wird er dem Fürstentum Österreich ob der Enns zugerechnet.
Während der Napoleonischen Kriege war der Ort mehrfach besetzt. Zur Zeit der Ersten Wiener Türkenbelagerung im Jahr 1529 drangen osmanische Streifscharen bis nach Gaflenz vor, wo sie an der Türkenschanze in Oberland zurückgeschlagen wurden. Reste dieser aus Wällen und Gräben bestehenden Verteidigungsanlage sind heute noch vorhanden.
Seit 1918 gehört der Ort zum Bundesland Oberösterreich. Nach dem Anschluss Österreichs an das Deutsche Reich am 13. März 1938 gehörte der Ort zum Gau Oberdonau. Nach 1945 erfolgte die Wiederherstellung Oberösterreichs.
Zwischen 1924 und 1938 fertigte Georg Grüll auf der Grundlage der Kirchenbücher für den Zeitraum 1620–1920 eine Familienkartei an, die als Grundlage für ein Ortsfamilienbuch gedacht ist, dessen Drucklegung noch aussteht. Das im Oberösterreichischen Landesarchiv in Linz und in Leipzig in der Deutschen Zentralstelle für Genealogie als Kopie vorhandene Manuskript umfasst 15.000 Seiten mit 7.500 Familien.

## Kultur und Sehenswürdigkeiten

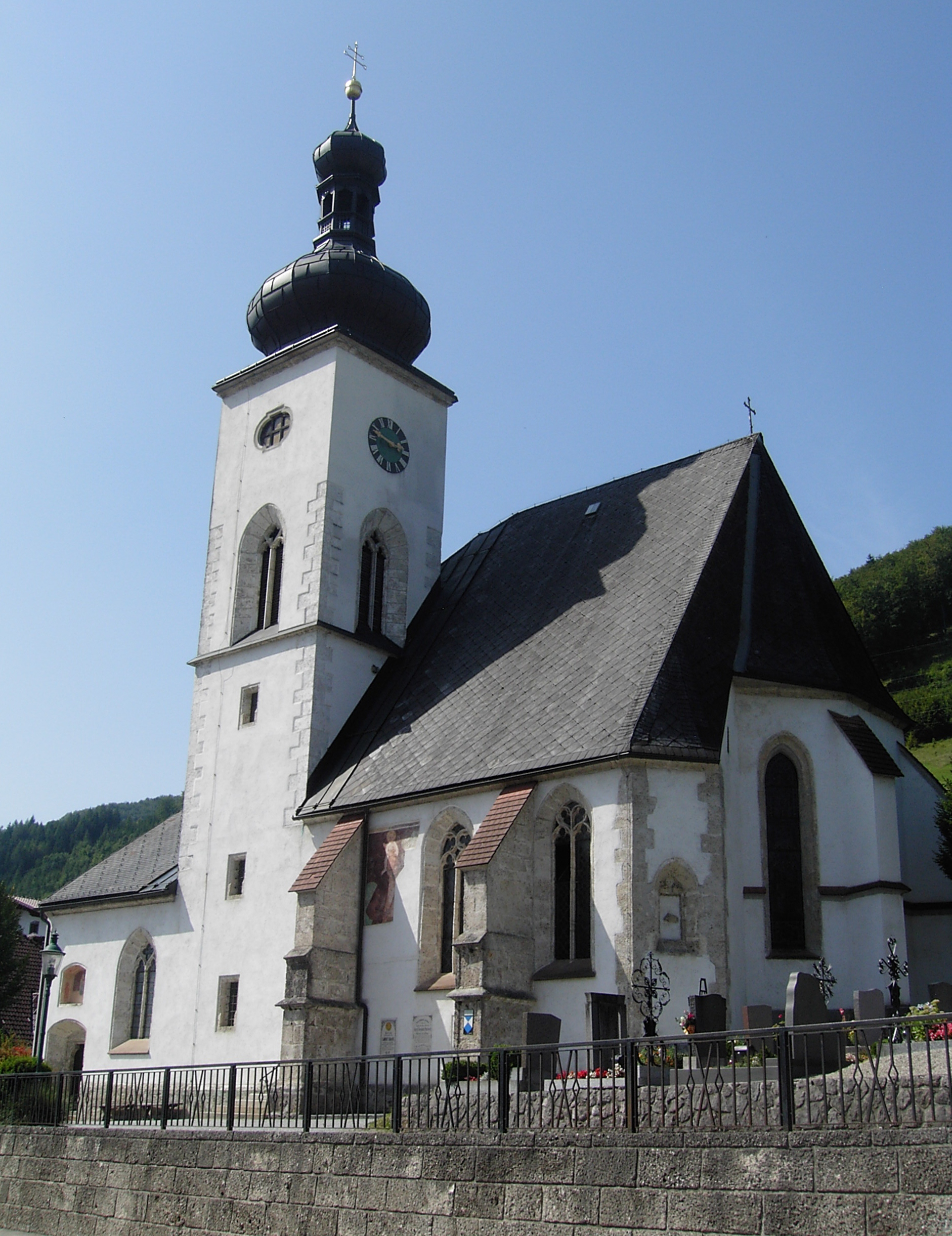
Pfarrkirche Gaflenz

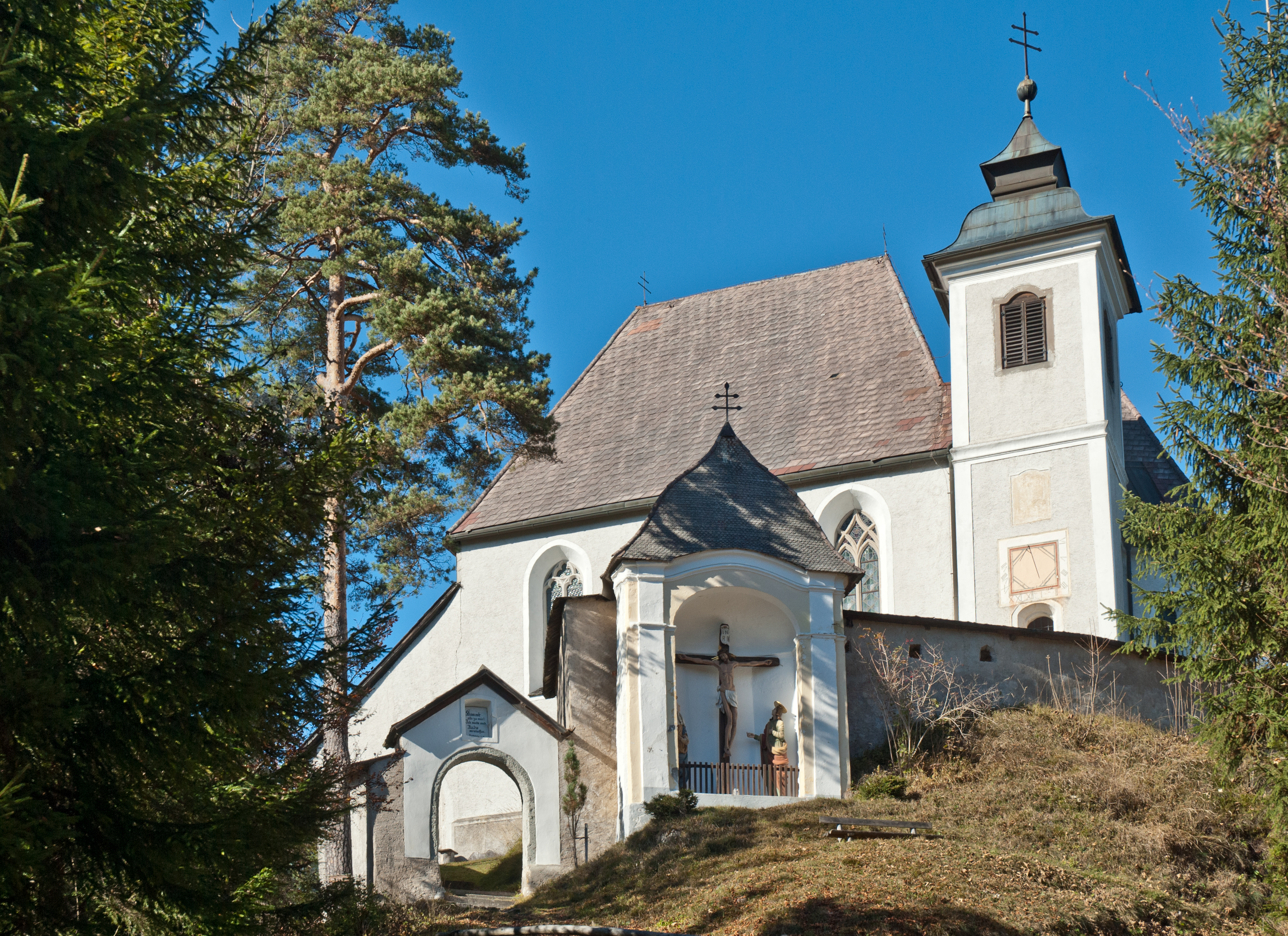
St. Sebald am Heiligenstein

- Katholische Pfarrkirche Gaflenz hl. Andreas: Die im frühgotischen Baustil errichtete Pfarrkirche wurde 1140 eingeweiht. Die Erhebungsurkunde vom 24. Oktober 1140 zur Pfarre Gaflenz ist auch die erste urkundliche Erwähnung von Gaflenz. 1464 wurde die Pfarrkirche erweitert. 1948/49 wurden gotische Fresken, die Szenen aus dem Marienleben darstellen, freigelegt. 1988/89 wurde die Kirche einer umfangreichen Restaurierung und Erweiterung unterzogen.[5]
- Wallfahrtskirche St. Sebald am Heiligenstein: Am Gipfel des steil abfallenden Heiligensteins (782 m ü. A.) befindet sich die im gotischen Baustil errichtete Kirche St. Sebald am Heiligenstein. Die Kirche wurde 1413 als Kapelle errichtet. Nach der Heiligsprechung des Sebaldus kam es zu einem Aufschwung des Wallfahrertums auf den Heiligenstein. Um 1470 wurde die Kapelle zu einer Kirche ausgebaut und im 16. Jahrhundert erweitert. 1657 wurde der Pilgerweg von Gaflenz zur Sebalduskirche renoviert und ausgebaut. 1701 wurde der Kalvarienberg von Gaflenz auf den Heiligenstein mit fünf Kapellen errichtet und zwei Jahre später das Mesnerhaus gebaut. 1733 erfolgte die Errichtung des Kirchturms in seiner heutigen Gestalt. 1751 wurde die heutige Kanzel und 1754 zwei Altäre errichtet, ehe 1776/77 der heutige Hochaltar aufgestellt wurde. 1813 wurde die 600 Kilogramm schwere Glocke angeschafft. 1832 erhielt die Kirche die alte Orgel von Weyer, die bis 1843 durch Pfarrer Zwirtmayr renoviert wurde. 1945 wurden die Kirche und das Mesnerhaus durch dort einquartierte russische Wachposten verwüstet. 1949 fand das Weihefest für die neue, 250 Kilogramm schwere Glocke statt, doch ein Jahr später erfolgte die Rückkehr der verschleppten großen Glocke, die im Hamburger Hafen versenkt worden war.[6] Die römisch-katholische Wallfahrtskirche ist als einzige Kirche Österreichs nach dem heiligen Sebaldus von Nürnberg geweiht.  Die Sebalduskirche ist das Wahrzeichen der Marktgemeinde Gaflenz und ziert auch deren Wappen.

## Wirtschaft und Infrastruktur

### Wirtschaftssektoren
Die Landwirtschaft beschäftigt 120 Personen. Im Produktionssektor arbeiten rund 250 Erwerbstätige, gleich aufgeteilt auf die Herstellung von Waren und das Baugewerbe. Der größte Arbeitgeber im Dienstleistungssektor ist der Handel, der vierzig Prozent der insgesamt  210 Menschen beschäftigt.

### Berufspendler
In Gaflenz wohnen 930 Erwerbstätige. Davon arbeitet ein Drittel lokal und zwei Drittel pendeln aus, mehr als die Hälfte davon in ein anderes Bundesland. Aus der Umgebung kommen rund 270 Menschen, um in Gaflenz zu arbeiten.

### Verkehr
- Straße: Gaflenz wird von der Weyerer Straße (B121) durchzogen, die von Amstetten, wo sie von der Westautobahn (A1) und der Wiener Straße (B1) abzweigt, nach Weyer führt Dort schließt sie an die Eisenstraße (B115) an. Von dieser zweigt etwa einen Kilometer südlich des Ortskerns von Gaflenz eine Landesstraße ab, die über die Katastralgemeinde Kleingschnaidt in den Moosgraben führt.  Gaflenz wird durch zwei öffentliche Postbuslinien (440 und 1648) der Österreichischen Bundesbahnen erschlossen, die im Ortsgebiet mehrere Haltestellen haben.
- Bahn: Im Gebiet der Marktgemeinde Gaflenz befinden sich ein Bahnhof (Oberland) und eine Haltestelle (Gaflenz) der Flügelstrecke Amstetten–Kastenreith der Rudolfsbahn. Die Rudolfsbahn wurde am 1. November 1872 als eingleisige Strecke eröffnet. Gaflenz wurde damit an das Eisenbahnnetz der österreichisch-ungarischen Monarchie angeschlossen, was dem Ort großen Auftrieb verlieh. In der Zeit nach dem Zweiten Weltkrieg wurden im Bahnhof Gaflenz die „Grenzkontrollen“ durchgeführt, da sich hier die Demarkationslinie zwischen der russischen und der amerikanischen Zone befand. Die Strecke wurde in den Jahren 1967 und 1968 elektrifiziert. Am 13. Dezember 1968 wurde offiziell der elektrische Betrieb aufgenommen und der bis dahin bestehende Betrieb mit Dampflokomotiven abgelöst. Im November 1971 verkehrte auf der Strecke der letzte planmäßig mit Dampflokomotiven geführte Zug. Gleichzeitig wurde der vormalige Bahnhof Gaflenz in eine Halte- und Ladestelle umgewandelt. 1972 wird Gaflenz wieder in einen Bahnhof umgewandelt, der mit einem Geschäftsführer besetzt ist.  Beinahe wäre Gaflenz auch der Ausgangspunkt der schmalspurigen Ybbstalbahn nach Kienberg-Gaming geworden, die über den Ortsteil Breitenau nach Hollenstein an der Ybbs führen hätte sollen. Dafür wurden ein Heizhaus und Personalwohnungen errichtet. Nachdem sich die Gemeinden des Ybbstales gegen Gaflenz durchsetzten, wurde als Ausgangspunkt Waidhofen an der Ybbs gewählt.

### Sport
- SV Gaflenz: Sportliches Aushängeschild der Marktgemeinde Gaflenz ist der SV Harreither Gaflenz. Der 1969 gegründete Fußballverein nimmt, nachdem die Aufnahmebedingungen des Oberösterreichischen Fußballverbandes nicht erfüllt werden konnten, seit 1981 an der Meisterschaft des Niederösterreichischen Fußballverbandes teil. 2009 erreichte der Verein mit dem Sieg im niederösterreichischen Fußballcup und dem Gewinn des Meistertitels in der 1. Niederösterreichischen Landesliga seinen bisher größten sportlichen Erfolg. Damit spielte der SV Gaflenz seit der Saison 2009/10 in der Regionalliga Ost, der dritthöchsten österreichischen Leistungsstufe, stieg aber mittlerweile wieder in die Niederösterreichische Landesliga ab.

Darüber hinaus veranstaltet der Verein, der sich auch durch seine Jugendarbeit auszeichnet, immer wieder internationale Turniere, die bereits mehr als 1200 ausländische Fußballmannschaften aus allen Kontinenten nach Gaflenz brachten.
2008 wurde der SV Gaflenz für seine Aktivitäten beim Landeswettbewerb „Beste Vereinsarbeit Oberösterreichs“ unter 1700 teilnehmenden Vereinen von Landeshauptmann Josef Pühringer mit dem zweiten Platz ausgezeichnet. Neben dem Fußball betreibt der SV Gaflenz eine Wintersportgruppe, die neben wintersportlichen Aktivitäten seit 2005 den Gaflenzer Marktlauf ausrichtet.
- Bogensport Gaflenz-Weyer
- Eisschützenverein Gschnaidt
- Modellflugklub MFI Neudorf
- Reitergruppe Gaflenz
- TC-Tennis

## Politik
Der Gemeinderat hat 19 Mitglieder.
- Mit den Gemeinderats- und Bürgermeisterwahlen in Oberösterreich 2003 hatte der Gemeinderat folgende Verteilung: 11 ÖVP, 7 SPÖ und 1 FPÖ.
- Mit den Gemeinderats- und Bürgermeisterwahlen in Oberösterreich 2009 hatte der Gemeinderat folgende Verteilung: 12 ÖVP, 5 SPÖ und 2 FPÖ.
- Mit den Gemeinderats- und Bürgermeisterwahlen in Oberösterreich 2015 hatte der Gemeinderat folgende Verteilung: 13 ÖVP, 3 SPÖ und 3 Freie Liste Gaflenz.
- Mit den Gemeinderats- und Bürgermeisterwahlen in Oberösterreich 2021 hat der Gemeinderat folgende Verteilung: 14 ÖVP, 3 SPÖ und 2 Freie Liste Gaflenz.[10][11]

### Bürgermeister
Nachdem am 17. März 1849 ein provisorisches Gemeindepatent in Kraft gesetzt wurde, fand am 29. Juli 1850 die erste Gemeinderatswahl statt. Pfarrer Constantin Zwirtmayr wurde dabei zum ersten Bürgermeister von Gaflenz gewählt.
| Bürgermeister (Ortsvorsteher) von Gaflenz | Bürgermeister (Ortsvorsteher) von Gaflenz | Bürgermeister (Ortsvorsteher) von Gaflenz | Bürgermeister (Ortsvorsteher) von Gaflenz |
| Funktionsdauer                            | Name                                      | Partei                                    | Anmerkung                                 |
| ----------------------------------------- | ----------------------------------------- | ----------------------------------------- | ----------------------------------------- |
| 1897–1919                                 | Andreas Auer                              |                                           |                                           |
| 1919–1923                                 | Franz Weißensteiner                       |                                           |                                           |
| 1923–1937                                 | Josef Auer                                |                                           |                                           |
| 1937–1938                                 | Sebald Katzensteiner                      |                                           |                                           |
| 1938–1945                                 | Josef Schwaiger                           |                                           |                                           |
| 1945–1949                                 | Sebald Katzensteiner                      |                                           | für die amerikanische Zone                |
| 1945–1949                                 | Peter Maderthaner                         |                                           | für die sowjetische Zone                  |
| 1949–1951                                 | Sebald Katzensteiner                      |                                           |                                           |
| 1951–1961                                 | Andreas Kopf                              |                                           |                                           |
| 1961–1967                                 | Johann Maderthaner                        |                                           |                                           |
| 1967–1973                                 | Karl Riegler                              |                                           |                                           |
| 1973–1985                                 | Walter Neufeld                            |                                           |                                           |
| 1985–2021                                 | Günther Kellnreitner                      | ÖVP                                       |                                           |
| seit 2021                                 | Andreas Kaltenbrunner                     | ÖVP                                       |                                           |

### Wappen
Blasonierung: Im Göppelschnitt geteilt; oben rechts in Blau eine goldene, zugewendete Mondsichel, begleitet von einem goldenen, sechsstrahligen Stern, oben links dreimal von Silber und Rot gespalten; unten in Gold auf schwarzem Dreiberg eine silberne Kirche in Seitenansicht mit schwarzen Dächern, Türen und Fenstern, die Vorhalle mit einem Pultdach, das Langhaus mit einem Zeltdach, der zweigeschossige Turm mit einer bekreuzten Zwiebelhaube = Der heilige Stein Die Gemeindefarben sind Blau-Gelb-Rot.

## Persönlichkeiten

### Mit der Gemeinde verbundene Persönlichkeiten
- Georg Grüll (1900–1975), österreichischer Historiker